# Хронологія рекордів Європи з бігу на 25000 метрів серед чоловіків
Рекорди Європи з бігу на 25000 метрів визнаються Європейською легкоатлетичною асоціацією з-поміж результатів, показаних європейськими легкоатлетами на доріжці стадіону, за умови дотримання встановлених вимог.

## Хронологія рекордів
| Результат                              | Атлет                         | Місто змагань  | Дата змагань | Примітки    | Відео |
| -------------------------------------- | ----------------------------- | -------------- | ------------ | ----------- | ----- |
| 1:26.29,6h                             | Ганнес Колехмайнен Фінляндія  | Тампере        | 10.10.1920   |             |       |
| 1:25.20,0h                             | Ганнес Колехмайнен Фінляндія  | Тампере        | 22.06.1922   |             |       |
| 1:24.24,0h+                            | Мартті Марттелін Фінляндія    | Тампере        | 16.09.1928   |             |       |
| 1:23.45,8h                             | Ернест Гарпер Велика Британія | Берлін         | 25.08.1929   |             |       |
| 1:22.28,8h                             | Мартті Марттелін Фінляндія    | Віїпурі        | 14.09.1930   |             |       |
| 1:21.27,0h                             | Ерккі Таміла Фінляндія        | Йоенсуу        | 03.09.1939   |             |       |
| 1:20.14,0h                             | Мікко Гієтанен Фінляндія      | Коккола        | 23.05.1948   |             |       |
| 1:19.11,8h+                            | Еміль Затопек Чехословаччина  | Стара-Болеслав | 26.10.1952   |             |       |
| 1:17.34,0h                             | Альберт Іванов СРСР           | Москва         | 27.09.1955   |             |       |
| 1:16.36,4h                             | Еміль Затопек Чехословаччина  | Стара-Болеслав | 29.10.1955   |             |       |
| 1:15.22,6h                             | Рональд Гілл Велика Британія  | Болтон         | 21.07.1965   |             |       |
| 1:14.55,6h                             | Сеппо Ніккарі Фінляндія       | Ювяскюля       | 14.10.1973   |             |       |
| 1:14.16,8h                             | Пекка Пяйвярінта Фінляндія    | Оулу           | 15.05.1975   |             |       |
| 1:13.57,6h+                            | Штефан Франке Німеччина       | Волнат         | 30.03.1999   |             |       |
| 1:12.46,5h                             | Сондре Мун Норвегія           | Осло           | 11.06.2020   | [ 1 ] [ 2 ] |       |
| 4 роки, 287 днів від дати встановлення |                               |                |              |             |       |